# Paquito Guzmán
Paquito Guzmán (* 20. November 1939 in San Juan; † 9. Dezember 2021 in Toa Baja), auch als „Caballero de la Salsa“ bezeichnet, war ein Salsamusiker aus Puerto Rico.

## Werdegang
Paquito Guzmán wirkte eine Zeitlang im Orqester von Tommy Olivencia mit. In den 1970er Jahren begann er seine Solokarriere. Von ihm erschienen Alben wie „Paquito Guzmán“, „Escucha Mi Canción“ oder „Mintiendo Se Gana Más“. In den 1980er Jahren war er mit stilgebend für die Salsa Romántica. 1986 hatte er seinen größten Erfolg mit „Las Mejores Baladas De Salsa“.
Insgesamt produzierte er 14 Schallplatten, zu seinen größten Hits zählten Titel wie „Lo Que Un día Fue No Será“, „Esa Mujer Que Tú Ves Ahí“, „De Punta A Punta“, „Cinco Noches“, „Esa Mujer“, „Tu Amante“, „Canto a Borinquen“  und „25 Rosas“. Zusammen mit La Puerto Rican Power nahm er den Song „Ser amantes“ auf. Im Laufe seiner Schaffenszeit hatte er mehrere internationale Auftritte in den USA und Europa. Ein letztes Livekonzert gab er im Februar 2011 in Madrid, Spanien.

## Diskografie
- Mintiendo Se Gana Más (1977)
- Dedicado A Esa_Mujer (1980)
- El Gran Señor (1981)
- El Caballero De La Salsa (1983)
- Las Mejores Baladas De Salsa (1986)
- Tu Amante Romantico (1987)
- Aquí Conmigo (1989)
- Champán & Ron (1990)
- El Mismo Romántico (1990)
- Aquí Conmigo (1990)
- Tu Amante Romántico (1990)
- Paquito Guzmán (1996)
- Antología Tropical (1996)
- Los Dos Paquitos (2007)
- The Greatest Salsa Ever (2008)[4]